# Karaçam, Köyceğiz
Karaçam là một xã thuộc huyện Köyceğiz, tỉnh Muğla, Thổ Nhĩ Kỳ. Dân số thời điểm năm 2011 là 339 người.